# The best of Al Bano (2011)
The best of Al Bano este un album de Greatest Hits al lui Al Bano lansat în 2011. Conține melodii de pe albumele precedente și o nouă versiune a melodiei clasice Va pensiero de Giuseppe Verdi (a treia în ordine cronologică), prezentată de Al Bano în cadrul Festivalului Sanremo din același an, obținând și premiul "150-Nata per Unire" acordat în seara pieselor cover cu ocazia celebrării celor 150 de ani de la Unificarea Italiei.

## Track list
1. Nel sole  (Albano Carrisi, Pino Massara, Vito Pallavicini)
2. We'll live it all again  (Albano Carrisi, Romina Power)
3. Felicità  (Cristiano Minellono, Dario Farina, Gino De Stefani)
4. Ci sarà  (Cristiano Minellono, Dario Farina)
5. Nostalgia canaglia  (Albano Carrisi, Mercurio, Romina Power, Vito Pallavicini, Willy Molco)
6. Sei la mia luce  (Albano Carrisi, Alterisio Paoletti, Fulcheri, Vincenzo Sparviero)
7. Libertà  (Springbock, L.B.Horn, Willy Molco, Romina Power, Vito Pallavicini)
8. Nuestra primera noche  (Albano Carrisi, Romina Power)
9. È la mia vita  (Pino Marino, Maurizio Fabrizio)
10. Tu per sempre  (Albano Carrisi, Alterisio Paoletti, Fabrizio Berlincioni)
11. Va pensiero  (Giuseppe Verdi, Temistocle Solera - Corul prizonierilor evrei din opera Nabucco)